# Acanthosyris annonagustata
Acanthosyris annonagustata es una especie de planta con flor en la familia de las Santalaceae. 
Es endémica de Ecuador y de Brasil. Está amenazado por pérdida de hábitat. Fue descrita en 1998.

## Descripción
Es un árbol de hasta 30 m de altura, espinoso. Hojas elípticas, de 5–15 cm x 21–68 mm, glabras, peciolo de 4–9 mm de largo. Inflorescencia apical, de 21–68 mm de largo, generalmente agrupadas en la base de ramas jóvenes, o 1 o 2 debajo de las hojas. Flores campanuladas, verdosas cremosas, 5–7 mm de diámetro, densamente cubiertas con pelos diminutos dorados castaños hacia afuera; 5 (6) lóblulos de tépalos, triangulares, de 2–2,5 mm de largo, glabros con excepción de un manojo central de largos pelos, que se adhieren al lado adaxial de los 5 (6)-estambres, opuestos a los tépalos, de 1,3–1,5 mm de largo, insertados cerca de la base de los tépalos, filamentos chatos, tapados por las anteras; nectario con 5 (6) lóbulos oblongos y alternados con los tépalos, de 1,5–1,8 mm de largo, minimante puberulentos; estilos de 1,2–1,8 mm de largo, estigma trilobulado. 
Eje de la infrutescencia de 85 x 4 mm, glabrescente, estriado. Fruto drupaceo, obovoide a elipsoide, de 29–40 x 22–28 mm, muy dulce, amarillos o anaranjados amarillos, coronados por los remanentes de los tépalos, nectario y estilos, que forman una escara deprimida de ca. 3 mm de diámetro, exocarpio leñoso, de 3–4 mm de espesor, superficie externa mínimamente granulosa, densamente cubierta de pelos dorados castaños de ca. 0,25 mm de largo, mesocarpio blanco o naranja suave. Semilla sola, obovoide, de 32 x 16–18 mm.

## Distribución
Es altamente probable que se encuentren subpoblaciones en Colombia y en Perú, pero aún no se han hallado

## Taxonomía
Acanthosyris annonagustata fue descrita por C.Ulloa & M.Jørg. y publicado en Novon 8(1): 84–86, f. 1. 1998.